# Preben Isaksson
Preben Isaksson (22 de janeiro de 1943 — 27 de dezembro de 2008) foi um ciclista dinamarquês, ativo durante os anos 60 do século XX. Dedicou-se principalmente ao ciclismo de pista, disciplina na qual lhe rendeu uma medalha de bronze competindo na prova de perseguição individual de 4 km, atrás de Jiří Daler e Giorgio Ursi, nos Jogos Olímpicos de 1964, em Tóquio; e foi o quinto colocado na perseguição por equipes.